# Драк
Драк (фр. Drac) — река на юго-востоке Франции, в регионах Прованс — Альпы — Лазурный Берег и Овернь — Рона — Альпы. Длина — 130 км. Площадь водосборного бассейна насчитывает 3350 км². Средний многолетний годовой расход воды около 99 м³/с.
Драк образуется в результате слияния рек Драк-Нуар и Драк-Блан, в южной части массива Massif des Écrins вблизи Гренобля. Впадает в реку Изер неподалёку от Гренобля. Протекает через несколько водохранилищ. Приток — Северес.